# Kanton Saint-Germain-de-Calberte
Kanton Saint-Germain-de-Calberte (francouzsky Canton de Saint-Germain-de-Calberte) je francouzský kanton v departementu Lozère v regionu Languedoc-Roussillon. Tvoří ho devět obcí.

## Obce kantonu
- Le Collet-de-Dèze
- Moissac-Vallée-Française
- Saint-André-de-Lancize
- Saint-Étienne-Vallée-Française
- Saint-Germain-de-Calberte
- Saint-Hilaire-de-Lavit
- Saint-Julien-des-Points
- Saint-Martin-de-Boubaux
- Saint-Martin-de-Lansuscle
- Saint-Michel-de-Dèze
- Saint-Privat-de-Vallongue